# As a Man Thinks
As a Man Thinks er en amerikansk stumfilm fra 1919 af George Irving.

## Medvirkende
- Leah Baird - Elinor Clayton
- Henry Clive - Frank Clayton
- Warburton Gamble - Benjamin De Lota
- Charles Brandt - Dr. Seelig
- Betty Howe - Vedah Seelig
- A.J. Herbert -  Burrell
- Elaine Amazar - Mimi Chardenet
- Joseph W. Smiley
- Jane Jennings
- Baby Ivy Ward - Dick Clayton